# 戦闘美少女
戦闘美少女（せんとうびしょうじょ）とは、漫画、アニメ 、ゲーム、小説などのフィクションに現れたキャラクター類型である。名前の通り、戦闘のために武装して防具を装備した美少女のことを意味する。

## 概要
精神分析学者の斎藤環は、日本の漫画やアニメの分野では戦闘を行うティーンエイジャーの少女が繰り返し描かれてきており、20世紀末から21世紀にかけて強力な人気を集め、古くは『リボンの騎士』（1967年 - 1968年）、『キューティーハニー』（1973年 - 1974年）、『ラ・セーヌの星』（1975年）、『風の谷のナウシカ』（1984年）などで現れ、『美少女戦士セーラームーン』（1992年 - 1997年）のヒロインたちが爆発的な人気を集めた、と述べている。特に、『美少女戦士セーラームーン』以降の少女向け作品において、2004年から開始されたプリキュアシリーズを筆頭に、この類型のキャラクターの作品が多く誕生することになったと言われている。
斎藤によれば、戦闘美少女の類型は紅一点系、魔法少女系、変身少女系、チーム系、スポ根系、宝塚歌劇団系、服装倒錯系、ハンター系、同居系、ピグマリオン系、巫女系、異世界系、混合系の13種のサブタイプに分類することができ、これらのサブタイプは1980年代には出揃っているという。また、彼女らを「美少女ヒーロー」と称した書籍も見られる。
一方、1933年のヘンリー・ダーガーによる著作『非現実の王国で』という作品があるように、その思想は洋の東西を問うようなものではないという見方もある。

## 各著者による解釈

### 斎藤環による解釈
斎藤はまた、他の分野にも闘う女性というキャラクター類型は存在するが、戦士として完成した筋肉質の成人女性（アマゾネス型）として描かれることがほとんどであり（たとえばテレビドラマ『ハーキュリーズ』のプリンセス戦士ジーナ、『エイリアン』のエレン・リプリー、『トゥームレイダー』のララ・クロフト）、欧米でもジャンヌ・ダルクなどの例外を除いて闘う少女はあまり描かれてこなかったとして、「こうした「日本型」の戦闘美少女たちは、欧米型の「戦う女」たちから区別されなければならないだろう」、と述べている一方、近年は日本のアニメや漫画の影響から欧米のアニメでも闘う少女というキャラクター類型が現れ始めている、とも述べている。
斎藤はこうしたキャラクター類型を「ファリック・ガール」（ペニスを持つ少女）と名付けた。また、なぜ少女が闘うのか（なぜ戦士には相応しくないと思われる美少女―それも線の細い―が戦士になるのか）、合意された見解は得られていないが、斎藤によれば、過度に情報化を被った幻想の共同体に適応するための戦略が戦闘美少女なのだという。

### 本田透による解釈
本田透も、男性向け作品における戦闘美少女の隆盛は、主人公が敵対者と直接戦闘を行わない「代行バトル」の発展とつながっていると述べた。本田によれば、超能力者自身ではなく外部に発現した分身が力を行使する『ジョジョの奇妙な冒険』のスタンドや、使役するモンスター同士を対戦させるコンピュータゲーム『ポケットモンスター』の誕生は、1980年代末期に「主人公が超人となる」創作表現が限界に達したことの延長線上にある。「主人公が超越的な力を得て障害となるものと戦う」という設定から現実味が薄れ、「いつまでも自分は無力なまま、超人になれない」という自覚が作り手や受け手に生じてきたから、代行バトル方式が形成された。そして、同じ理由から「恋愛対象が、男性主人公の代わりに戦う超人をも兼ねる」という戦闘美少女の作品形式が広まったと述べている。

### 荷宮和子による解釈
荷宮和子も、『美少女戦士セーラームーン』以後にこの類型のキャラクター作品が多く誕生したことについて、本作以前の世代の少女は「失いたくない素敵な日常、という夢」を『キャプテン翼』の少年たちに託さざるを得なかったが、少女たちが『セーラームーン』によってそれを手に入れた結果、時代は終わったことを主要因とした。また、作者が一見、「男を喜ばせるだけの役目しかない衣装」を作者自身と女性ファンが楽しんでいるという点もまた指摘しており、前述の斎藤の指摘ではフォローされていない、女性の立場からの分析を述べている。